# Cesare Casadei
Cesare Casadei (Ravenna, 10 januari 2003) is een Italiaans voetballer die bij voorkeur als middenvelder speelt. Hij tekende in 2022 voor Chelsea.

## Clubcarrière
Casadei speelde in de jeugd bij Cervia, AC Cesena,  Inter Milan en Chelsea. Op 19 augustus 2022 tekende Casadei een zesjarig contract bij Chelsea, dat circa vijftien miljoen euro betaalde voor de Italiaanse middenvelder. In januari 2023 werd hij verhuurd aan Reading. In augustus 2023 werd hij verhuurd aan Leicester City. In januari 2024 haalde Chelsea hem terug. Op 31 januari 2024 debuteerde Casadei in de Premier League tegen Liverpool. Hij heeft in het 2024-2025 seizoen 17 niet-Premier League wedstrijden gespeeld, 17 in totaal. Omdat hij geen speelminuten kreeg in de Premier League, werd hij verkocht voor €13.00 miljoen. 
1 Sánchez ·
2 Disasi ·
3 Cucurella ·
4 Adarabioyo ·
5 Badiashile ·
6 Colwill ·
7 Neto ·
8 Fernández ·
10 Moedryk ·
11 Madueke ·
12 Jörgensen ·
13 Bettinelli ·
14 Félix ·
15 Jackson ·
17 Chukwuemeka ·
18 Nkunku ·
19 Sancho ·
20 Palmer ·
21 Chilwell ·
22 Dewsbury-Hall ·
24 James  ·
25 Caicedo ·
27 Gusto ·
29 W. Fofana ·
31 Casadei ·
38 Guiu ·
40 Veiga ·
45 Lavia ·
47 Bergström ·
Coach: Maresca